# Caraffa del Bianco
Caraffa del Bianco ist eine italienische Gemeinde (comune) in der Metropolitanstadt Reggio Calabria in Kalabrien.

## Lage
Die Gemeinde liegt etwa 38,5 Kilometer östlich von Reggio Calabria. Die Küste des Ionischen Meer liegt etwa sechs Kilometer östlich von Caraffa del Bianco. Nachbarorte sind Sant’Agata del Bianco, Casignana, Bianco und Ferruzzano. Die Gemeinde hat 451 Einwohner (Stand am 31. Dezember 2023). 